# مالكولم ديلاني
مالكولم ديلاني (بالإنجليزية: Malcolm Delaney)‏ مواليد 11 مارس 1989 في بالتيمور، هو لاعب كرة سلة أمريكي. بدأ مسيرته الاحترافية في سنة 2011. يلعب مع أتلانتا هوكس في الرابطة الوطنية لكرة السلة كلاعب هجوم خلفي. يحمل الرقم 5. يبلغ طوله 6 قدم 3 بوصة (1.9 م).

## المسيرة الاحترافية
لعب مع إلان شالون في الدوري الفرنسي في موسم 2011–2012، ثم لعب مع نادي بوديفلنيك لكرة السلة في موسم 2012–2013، ثم لعب مع بايرن ميونخ لكرة السلة في الدوري الألماني في موسم 2013–2014، ثم لعب مع لوكوموتيف كوبان في الدوري الروسي من سنة 2014 إلى 2016، ثم لعب مع أتلانتا هوكس في سنة 2016.

## إحصائيات المسيرة

### الدوري الأوروبي
| السنة   | الفريق                 | لعب | بدأ | دقيقة | ميداني% | ثلاثية | حرة  | ارتداد | صنع | استلاب | تصدي | نقطة | أداء |
| ------- | ---------------------- | --- | --- | ----- | ------- | ------ | ---- | ------ | --- | ------ | ---- | ---- | ---- |
| 2013–14 | بايرن ميونخ لكرة السلة | 24  | 24  | 28.3  | .405    | .385   | .847 | 3.4    | 4.5 | 1.0    | .1   | 13.9 | 17.4 |
| 2015–16 | لوكوموتيف كوبان        | 31  | 31  | 33.3  | .427    | .402   | .851 | 3.4    | 5.5 | .9     | .0   | 16.3 | 19.7 |
| المسيرة |                        | 55  | 55  | 31.1  | .418    | .396   | .849 | 3.4    | 5.1 | .9     | .1   | 15.2 | 18.7 |

## روابط خارجية
- مالكولم ديلاني على موقع الدوري الأوروبي لكرة السلة (الإنجليزية)
- مالكولم ديلاني على موقع إن بي أي (الإنجليزية)
- مالكولم ديلاني على موقع سبورتس رفرنس (الإنجليزية)
- مالكولم ديلاني على موقع الدوري الإسباني لكرة السلة (الإسبانية)
- مالكولم ديلاني على موقع كرة السلة الأوروبية.كوم (الإنجليزية)
- مالكولم ديلاني على موقع إي إس بي إن.كوم (الإنجليزية)
- مالكولم ديلاني على موقع كلية كرة السلة في سبورتس رفرنس.كوم (الإنجليزية)
- مالكولم ديلاني على موقع ريلجم (الإنجليزية)
- مالكولم ديلاني على موقع بروبوليرز (الإنجليزية)
- مالكولم ديلاني على موقع سبورتس رفرنس (الإنجليزية)